# D’Alembert (Mondkrater)
D'Alembert ist ein großer Einschlagkrater auf der Mondrückseite.
Der Krater d'Alembert liegt im Norden der erdabgewandten Seite, nordöstlich von Campbell. In der näheren Umgebung finden sich Chernyshev im Südosten, Cooper im Osten, Tsinger im Nordosten sowie Yamamoto in nordnordwestlicher Richtung. Der Krater Slipher überlagert den südwestlichen Kraterrand.

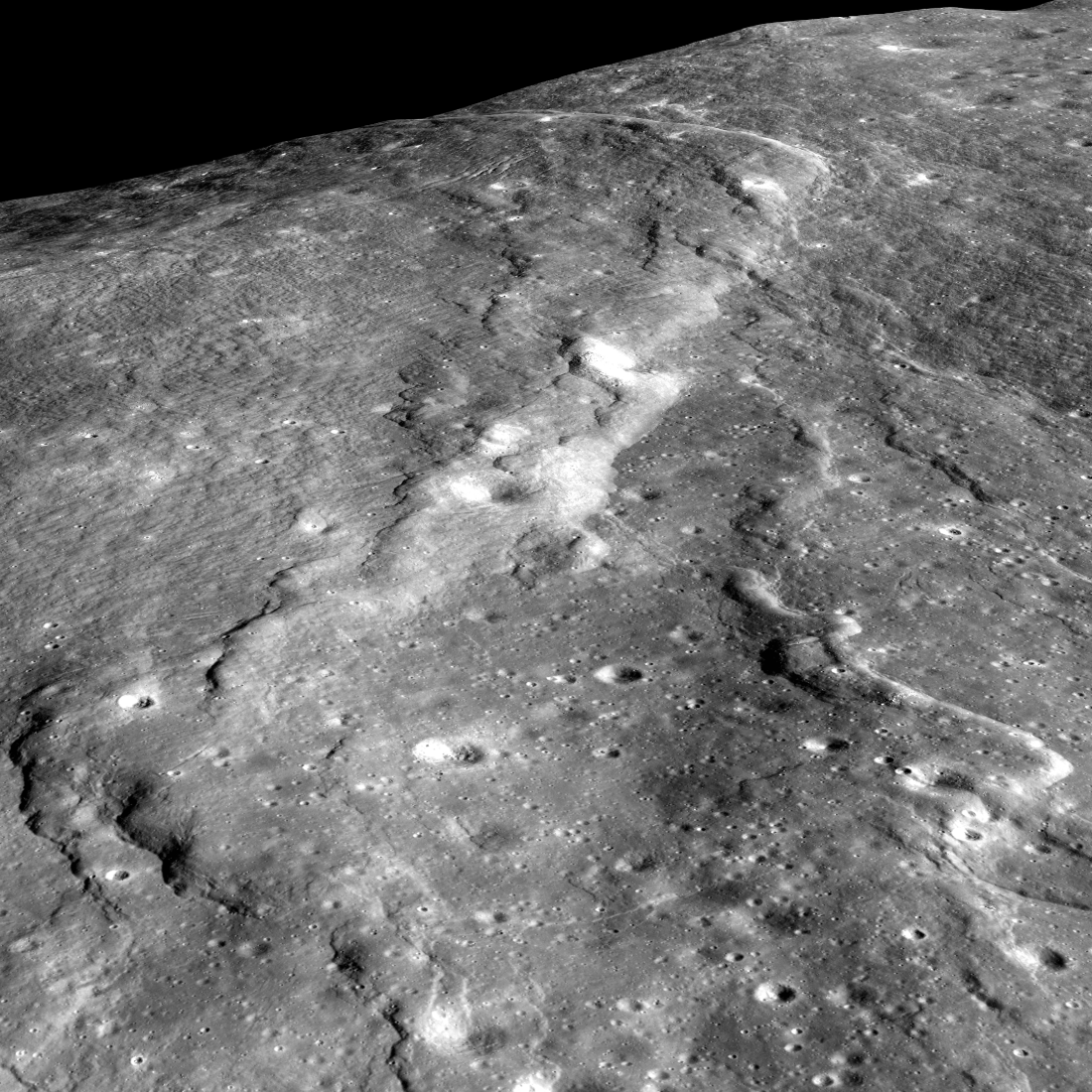
Steilhänge im Kraterinneren

D'Alembert ist von vielen späteren Einschlägen gezeichnet. Die größten unter ihnen sind neben dem bereits erwähnten Slipher die Nebenkrater Z (siehe unten) auf dem Nordrand und E und G auf dem östlichen Kraterboden. Die Entstehungszeit des Kraters fällt in die nektarische Periode.
Im Kraterinneren haben Astronomen auf Basis der LROC-Aufnahmen gelappte Abhänge (lobate scarps) entdeckt. Dabei handelt es sich um Anhebungen, die auf einer Seite einen Steilhang aufweisen, aber auf der anderen Seite relativ flach abfallen. Das Bild zeigt eine solche zirka 25 m hohe Struktur innerhalb von d'Alembert. Solche Strukturen finden sich überall auf dem Mond, es sind mehr als 3200 von ihnen bekannt. Zu ihrer Entstehung werden tektonische Ursachen vermutet. Man führt dies auf die bis heute andauernde Abkühlung des Mondes zurück, die eine globale Schrumpfung mit sich bringt, wodurch Teile der Kruste übereinandergeschoben werden.
D'Alembert hat vier Nebenkrater:
| Buchstabe | Position            | Durchmesser | Link |
| --------- | ------------------- | ----------- | ---- |
| E         | 52,64° N, 168,06° O | 20 km       |      |
| G         | 50,7° N, 167,37° O  | 18 km       |      |
| J         | 47,33° N, 170,3° O  | 20 km       |      |
| Z         | 55,25° N, 165,77° O | 42 km       |      |

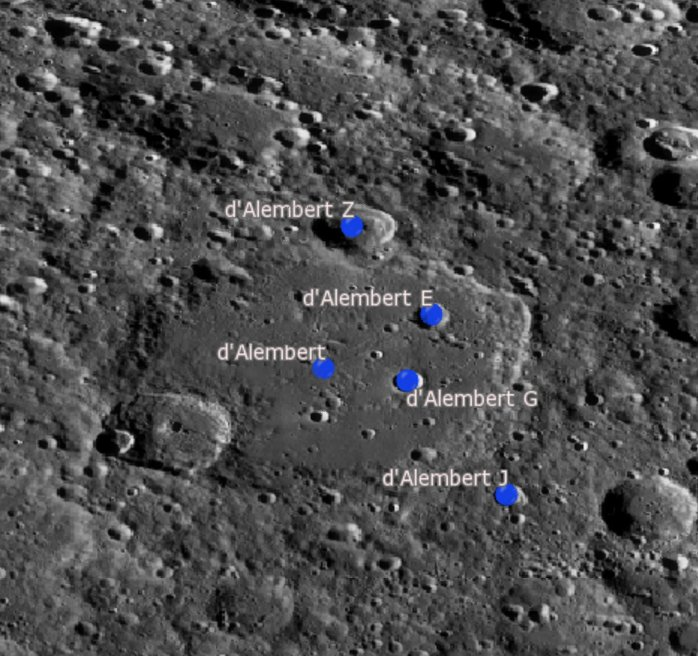
d'Alembert mit seinen Nebenkratern

Der Krater wurde 1970 von der IAU offiziell nach dem französischen Mathematiker und Physiker Jean-Baptiste le Rond d’Alembert benannt.